# Polypeptid-Antibiotikum

Struktur von Colistin

Polypeptid-Antibiotika sind eine Klasse von Antibiotika bakteriellen Ursprungs, die aus längeren, meist verzweigten Aminosäureketten (Polypeptide) bestehen. Ihre Wirkung entsteht etwa über den Angriff auf die Biosynthese der Bakterienzellwand (Bacitracin) oder die Störung der Permeabilität der bakteriellen Cytoplasmamembran (Polymyxine, Tyrothricin). Eine gestörte Permeabilität führt zum Austreten von Ionen, Aminosäuren und Nukeleinsäurebausteinen aus dem bakteriellen Cytoplasma in die Umgebung, infolgedessen die Bakterien absterben. Viele Polypeptid-Antibiotika entfalten eine bakterizide, also bakterienabtötende Wirkung.
Nachteil ist, dass diese Antibiotika bei parenteraler Gabe eine relativ hohe Toxizität im Organismus haben. Sie rufen dabei Nervenschädigungen (Parästhesie, Ataxie, in Extremfällen Atemlähmung) und Nierenschäden hervor. Bei einer Niereninsuffizienz dürfen sie nur eingesetzt werden, wenn keine anderen Antibiotika mehr wirksam sind. Polypeptid-Antibiotika eignen sich insbesondere für die topische Anwendung, da sie dabei kaum resorbiert werden.
Zu den Polypeptid-Antibiotika gehören:
- Polymyxine wie Colistin (Polymyxin E) und Polymyxin B,
- Feglymycin,
- Bacitracin und
- Tyrothricin.

Polymyxine wirken gegen gramnegative Bakterien. Bacitracin wirkt bakterizid auf grampositive Bakterien wie zum Beispiel Staphylokokken und Enterokokken und einige gramnegative Keime wie Neisserien (Neisseria gonorrhoeae, Neisseria meningitidis) und Haemophilus influenzae. Es ist unwirksam auf die übrigen gramnegativen Bakterien und auf Pilze. Genauso ist Tyrothricin vorwiegend wirksam auf grampositive Kokken und Bakterien, auch Neisserien und einige Pilze.

## Peptolid-Antibiotika
Peptolid-Antibiotika sind antibiotisch wirksame heteromere Polypeptide („partielle“ Polypeptide), die außer Aminosäuren auch Hydroxysäuren enthalten, welche ester- und amidartig in die Peptidkette eingebunden sind. Sie stellen eine Untergruppe der Depsipeptide dar. Sie werden natürlicherweise von Mikroorganismen der Gattungen Fusarium und Streptomyces gebildet. Ein Beispiel ist Dactinomycin.